# Ольховица
Ольховица (укр. Вільховиця) — село в Чинадиевской поселковой общине Мукачевского района Закарпатской области Украины.
Население по переписи 2001 года составляло 749 человек. Почтовый индекс — 89645. Телефонный код — 3131. Занимает площадь 0,554 км². Код КОАТУУ — 2122781002.